# Seznam tramvajových obratišť v Olomouci
Seznam tramvajových obratišť v Olomouci obsahuje existující i zrušená olomoucká tramvajové obratiště. Provoz tramvajové dopravy v Olomouci byl zahájen v roce 1899.

## Provozovaná obratiště

### Tramvajové smyčky
- Nová Ulice (linky 1, 4 a 6)
- Neředín, krematorium (linky 2 a 7)
- Fibichova (všechny tramvajové linky)
- Pavlovičky (linka 4) – bloková smyčka

### Tramvajové kolejové přejezdy
(Též tramvajová úvrať.)
- Trnkova (výluková, po výstavbě další části trati na Nové Sady již běžně nepoužívaná)
- U Kapličky (linky 3 a 5)
- Sokolská (linka 3 – pozdní večerní hodiny v pracovních dnech a dny pracovního klidu)

#### Objízdná manipulační kolej
- Jeremenkova (využívaná při rovnání spojů po odklonech, nebo při mimořádnostech)

## Zrušená tramvajová obratiště
- Tržnice (zrušeno v roce 1996 – otevřena trať přes tř. Kosmonautů)
- Letiště Neředín (zrušeno v roce 1953)
- Šibeník (zrušeno v roce 1914 – otevřena trať ke Hřbitovům)
- Hlavní nádraží (zrušeno v roce 1936)
- Nemocnice (zrušeno v roce 1934 – otevřena trať na I. P. Pavlova ke kostelu)
- I. P. Pavlova (zrušeno v roce 1958 – otevřena trať na Novou Ulici)
- původní smyčka Nová Ulice (zrušena v roce 1981, stávala dál než současná smyčka, zrušena byla po přeložení tratě z I. P. Pavlova do ulice Brněnská)